# Fahad al-Mosaibeth
Fahad al-Mosaibeth (arabe : فهد المصيبيح) (né le 4 avril 1961 à Riyad en Arabie saoudite) est un joueur de football international saoudien, qui évoluait au poste de milieu de terrain.

## Biographie

### Carrière de sélection
Avec l'équipe d'Arabie saoudite, il a disputé 24 matchs (pour 2 buts inscrits) entre 1984 et 1989, et fut notamment dans le groupe des 23 lors de la Coupe d'Asie des nations de 1984.
Il a également disputé les JO de 1984.